# Architecture 8 bits
Pour le style de musique, voir chiptune.
 (mai 2018).
Si vous disposez d'ouvrages ou d'articles de référence ou si vous connaissez des sites web de qualité traitant du thème abordé ici, merci de compléter l'article en donnant les références utiles à sa vérifiabilité et en les liant à la section « Notes et références ».

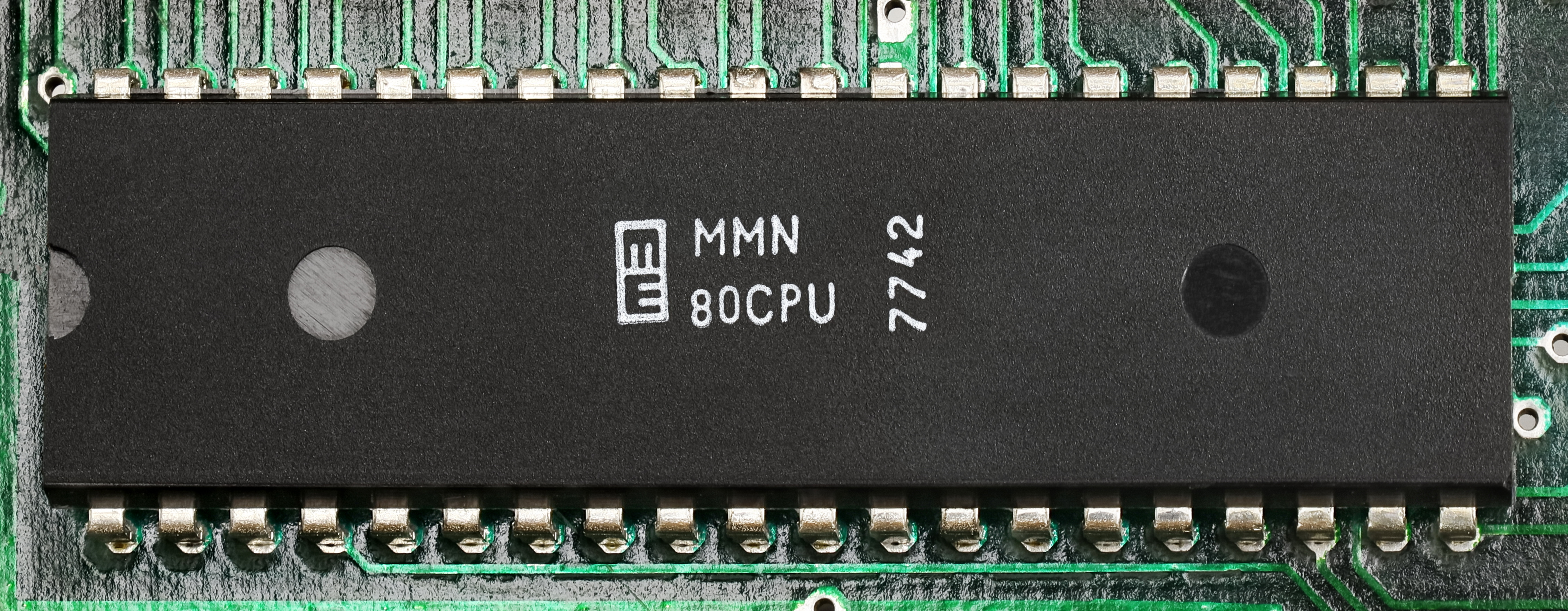
Le MMN80CPU (clone du Zilog Z80), un processeur 8 bits

En architecture des ordinateurs, les unités 8 bits d'entiers, d'adresses mémoire ou d'autres données sont celles qui ont une largeur de 8 bits, c'est-à-dire 1 octet.
Aussi, les architectures 8 bits de processeurs et d'unités arithmétiques et logiques sont celles qui sont fondées sur des registres, des bus d'adresse, ou des bus de données de cette taille. « 8 bits » est aussi un terme donné à une génération de calculateurs dans lesquels les processeurs 8 bits étaient la norme.

## Histoire
Les microprocesseurs 4 bits ont été développés dans les années 1970 en commençant par les Intel 4004. Intel a rapidement suivi avec les processeurs 8 bits, et la plupart des concurrents d'Intel ont commencé avec les 8 bits. Les limitations de performances et limites de la mémoire expliquent que les processeurs 4 bits ont rapidement été dépassés sur des applications plus exigeantes.
Le premier microprocesseur 8 bits largement adopté a été l'Intel 8080, qui a été utilisé dans les ordinateurs de nombreux amateurs de la fin des années 1970 et début 1980, souvent utilisé sous système d'exploitation CP/M.
Les processeurs 8 bits utilisent normalement un bus de données 8 bits et un bus d'adresse 16 bits qui signifie que leur espace d'adressage est limité à 64 kiB. Ce n'est pas une « loi naturelle », cependant, il y a des exceptions. Le Zilog Z80 (compatible avec le 8080) et le Motorola 6800 ont également été utilisés dans des ordinateurs similaires. Les processeurs 8 bits Z80 et le MOS Technology 6502 ont été largement utilisés dans les ordinateurs personnels (en anglais : personal computer ou PC) et des consoles de jeux des années 1970 et 1980. Beaucoup de processeurs 8 bits ou microcontrôleurs sont à la base des systèmes embarqués, avant les années 2020.

## Processeurs
Un processeur peut être classé sur la base des données auxquelles il peut accéder en une opération unique. Un processeur 8 bits peut accéder à 8 bits de données en une seule opération, par opposition à un processeur 16 bits qui peut accéder à 16 bits de données en une seule opération.
Voici une liste (très incomplète) de processeurs 8 bits :
- Intel 8008
- Intel 8080 (source compatible 8008)
- Intel 8085 (compatible binairement 8080)
- Intel 8051 (architecture Harvard)
- Zilog Z80 (compatible binairement 8080)
- Zilog Z180 (compatible binairement Z80)
- Zilog Z8
- Zilog eZ80 (compatible binairement Z80)
- Motorola 6800
- Motorola 6803
- Motorola 6809 (partiellement compatible 6800)
- Hitachi 6309 (totalement compatible avec le Motorola 6809 en mode compatible tout en étant 25 % plus rapide (0,55 MIPS/MHz contre 0,42 pour le Motorola) et consommant moins d'énergie (technologie CMOS contre NMOS pour le Motorola) ; il possède plus de registres - notamment les registres ALU E et F - et des nouvelles instructions telles les multiplications et divisions 16/32 bits ainsi qu'une instruction de copie de blocs RAM unique)[1].
- MOS Technology 6502
- Microchip PIC10
- Microchip PIC12
- Microchip PIC16
- Microchip PIC18
- Famille de microcontrôleurs Atmel AVR
- Série de microcontrôleurs NEC 78K0
- RCA 1802 (Cosmac)